# Oku Daiszuke
Oku Daiszuke (Amagaszaki, 1976. február 7. – 2014. október 17.) japán válogatott labdarúgó.
A japán válogatott tagjaként részt vett a 2000-es Ázsia-kupán.

## Statisztika
| Japán válogatott | Japán válogatott | Japán válogatott |
| Időszak          | Mérk.            | gól              |
| ---------------- | ---------------- | ---------------- |
| 1998             | 1                | 0                |
| 1999             | 5                | 1                |
| 2000             | 12               | 1                |
| 2001             | 4                | 0                |
| 2002             | 0                | 0                |
| 2003             | 3                | 0                |
| 2004             | 1                | 0                |
| Összesen         | 26               | 2                |